# Historia del Real Club Celta de Vigo

## Fundación y primeros años
| Temporada | Categoría    | puesto | Copa      | Notas                            |
| --------- | ------------ | ------ | --------- | -------------------------------- |
| 1928      |              |        | 1/4       | No participa en liga             |
| 1928-29   | 2.ª División | 9º     | 1/16      | Inaugurada Liga de Fútbol        |
| 1929-30   |              |        | 1/16      | No participa en Liga             |
| 1930-31   | 3.ª División | 1º     | 1/16      |                                  |
| 1931-32   | 2.ª División | 9º     | Semifinal |                                  |
| 1932-33   | 2.ª División | 7º     | 1/16      |                                  |
| 1933-34   | 2.ª División | 4º     | 1/8       |                                  |
| 1934-35   | 2.ª División | 3º     | 1/8       | Eliminado en playoff de ascenso. |
| 1935-36   | 2.ª División | 1º     | 1/8       |                                  |
| 1936-39   |              |        |           |                                  |

### Fundación (1923-1939)
El Celta de Vigo fue fundado por Manuel de Castro "Handicap" y Juan Baliño el 23 de agosto de 1923, a propuesta de "Pepe Bar" al fusionar, tras varios intentos fallidos, los 2 clubes de la ciudad de Vigo (Pontevedra): el Vigo Sporting y el Real Fortuna, financiado por Pepe Bar, su Presidente, y cuya renuncia a la Presidencia del nuevo club resultó ser el último escollo para la fundación definitiva del Celta de Vigo. El primer presidente del Celta de Vigo fue Manuel Bárcena y de Andrés, Conde de Torre Cedeira. El busto de Pepe Bar, fallecido a los 43 años, presidió la salida al terreno de juego en el Estadio de Balaídos durante décadas, en homenaje a su contribución a la fundación de club, actualmente este busto se encuentra en el museo del Celta de Vigo.
La fundación del Celta de Vigo trataba de dar respuesta al desempeño del Deportivo de la Coruña y a la viabilidad económica de mantener un equipo único de la ciudad de Vigo en las divisiones superiores de la liga. El Vigo Sporting era el más importante en la ciudad, ya que fue subcampeón de la Copa del Rey en 1908 y el Real Fortuna venía quitándole protagonismo, alternando diferentes victorias en la liga local en los últimos años, previos a la fundación del Celta.
A la conclusión de la temporada 1928/29 el Celta decidió retirarse de la competición liguera la temporada siguiente para afrontar una radical reestructuración deportiva.
El reingreso en la Liga se produjo en Tercera División en la temporada 1930/31; un Celta arrollador conquistó el campeonato de Tercera y el ascenso a Segunda División, derrotando en la eliminatoria final de la fase de promoción al Recreativo de Huelva por un contundente 7-0 (4-0 en Balaídos y 0-3 en campo onubense).
| Temporada | Categoría    | puesto | Copa      | Notas                                       |
| --------- | ------------ | ------ | --------- | ------------------------------------------- |
| 1939-40   | 1.ª División | 10º    | 1/8       | Disputa el playoff de permanencia y gana    |
| 1940-41   | 1.ª División | 10º    | Semifinal | Victoria de 0-8 frente al Deportivo en copa |
| 1941-42   | 1.ª División | 5º     | 1/16      |                                             |
| 1942-43   | 1.ª División | 5º     | 1/8       |                                             |
| 1943-44   | 1.ª División | 14º    | 1/8       |                                             |
| 1944-45   | 2.ª División | 3º     | 1/32      | Asciende en la promoción de ascenso.        |
| 1945-46   | 1.ª División | 10º    | 1/8       |                                             |
| 1946-47   | 1.ª División | 9º     | 1/4       |                                             |
| 1947-48   | 1.ª División | 4º     | Final     | Pierde la final de copa 4-1 ante el Sevilla |
| 1948-49   | 1.ª División | 11º    | 1/8       |                                             |
| 1949-50   | 1.ª División | 7º     | 1/8       |                                             |
| 1950-51   | 1.ª División | 8º     | 1/8       |                                             |
| 1951-52   | 1.ª División | 9º     | 1/8       |                                             |
| 1952-53   | 1.ª División | 13º    | 1/8       |                                             |
| 1953-54   | 1.ª División | 11º    | 1/8       |                                             |
| 1954-55   | 1.ª División | 10º    | 1/8       |                                             |
| 1955-56   | 1.ª División | 10º    | 1/8       |                                             |
| 1956-57   | 1.ª División | 13º    | 1/4       |                                             |
| 1957-58   | 1.ª División | 7º     | 1/8       |                                             |
| 1958-59   | 1.ª División | 16º    | 1/16      |                                             |

### Debut en Primera División y primeros años dorados (1940-1958)
El ansiado ascenso a 1.ª División se consiguió al conquistar el título de Segunda en la temporada 1935/36, derrotando por 7-0 al Real Zaragoza en Balaídos con un hattrick del delantero Joao Luis.
Debido a la suspensión de las actividades deportivas por causa de la Guerra Civil (1936-1939), el debut del Celta en la máxima categoría se vio postergado a la temporada 1939/40. Se inició así una etapa dorada, con 20 años de presencia casi ininterrumpida en la élite, a excepción de la temporada 1944/45, que purgó en la Segunda División.
En la temporada 1947/48, y bajo la dirección del mítico guardameta Ricardo Zamora, el Celta logró terminar la temporada en cuarta posición, en lo que sería una de las mejores campañas del equipo olívico. Esta temporada tuvo su rúbrica con el subcampeonato de Copa del Generalísimo, cuya final se disputó en el estadio madrileño de Chamartín el 4 de julio de 1948, logrando la victoria de la misma el Sevilla C.F.

### Final de la Copa del Generalísimo de 1948
El 4 de julio de 1948 el Celta disputó por primera vez en su historia  una final de copa frente al Sevilla CF. Los celestes habían derrotado al Club Ferrol, Club Atlético de Madrid, en octavos y en cuartos, respectivamente. El partido de semifinal que le enfrentó al RCD Español se saldó con un empate a 1 en la ida, y con un empate a 2 en el partido de vuelta, por lo que hubo de jugarse un partido de desempate. Como la semana siguiente la selección española debía de jugar un partido ante Suiza, hubo que posponer una semana más el partido de desempate, ya que en la selección española militaban jugadores del equipo vigués (Miguel Muñoz y Pahiño, ambos debutantes en la selección española). Tras el empate a 3 goles de la selección, finalmente se jugó el partido de desempate en Madrid el 27 de junio, pero un nuevo empate a 2 tantos complicó más las cosas. Se decidió que se jugaría un último partido de desempate tres días más tarde, en caso de que se repitiese el empate se jugaría una prórroga de 30 minutos, y en caso de que prosiguiese el empate se decidiría qué equipo pasaría a la final lanzando una moneda al aire. El partido llegó a la prórroga con un 0-0 en el marcador, debido al cansancio de los jugadores por la carga de partidos. En la prórroga fue el Español quien inauguró el marcador por medio de Veloy, pero pronto Pahiño consigue marcar un doblete que metería finalmente a los celtiñas en la final, ante el Sevilla.
La final se disputó fuera de temporada, debido principalmente a los partidos de desempate. En Chamartín se dieron cita unos 60.000 espectadores para presenciar la final, primera final a la que acudía el equipo celeste. Final cuanto menos llamativa, ya que además de jugarse tan tarde, los consecutivos aplazamientos hicieron que finalmente el partido coincidiera con la final de la Vuelta Ciclista a España, que tenía como meta el mismo Estadio de Chamartín. Tras un comienzo de partido loco, con ocasiones para ambos equipos, es Miguel Muñoz quien inaugura el marcador para el Celta a los 6 minutos de juego. Tras repeler varios lanzamientos en un excelente partido del meta catalán del Celta Simón, finalmente llega el empate de los sevillistas por parte de Mariano. Con el resultado de 1 a 1 se llega al descanso, y ya en la reanudación, se produce el hecho que marcaría el devenir del partido, y acabaría dando la copa al Sevilla. En un balón bombeado por parte del Sevilla, el portero del Celta Simón y el defensa Mesa saltan ambos a por el balón, y un choque entre ambos acaba en otro gol a favor del Sevilla, y lo que es peor, el portero del Celta lesionado. Éste se tiene que retirar lesionado al vestuario, y su puesto lo tiene que ocupar el centrocampista Gabriel Alonso, jugando el Celta con un jugador menos. El Sevilla sentencia entonces el partido minutos después con otro gol de Mariano y uno de Juan Arza. A partir de ahí el Celta se olvida del partido y empieza a jugar de manera muy brusca, lo que conllevó la agresión y posterior expulsión de Pahiño por parte del árbitro catalán Agustín Vilalta. El partido acababa con el resultado de 4-1, logrando alzar la copa el Sevilla.
| 1  | PO | Busto            |  |
| 2  | DF | Joaquín          |  |
| 3  | DF | Belmonte         |  |
| 4  | MC | Anconero         |  |
| 5  | MC | Antúnez          |  |
| 6  | MC | Eguiluz          |  |
| 7  | DE | Pineda           |  |
| 8  | DE | Arza             |  |
| 9  | DE | Mariano          |  |
| 10 | DE | Doménech         |  |
| 11 | DE | Campos           |  |
| DT | DT | Patricio Caicedo |  |

| 1  | PO | Simón          |  |  |
| 2  | DF | Mesa           |  |  |
| 3  | DF | Cabiño         |  |  |
| 4  | MC | Gaitos         |  |  |
| 5  | MC | Gabriel Alonso |  |  |
| 6  | MC | Yayo           |  |  |
| 7  | DE | Roig           |  |  |
| 8  | DE | Muñoz          |  |  |
| 9  | DE | Pahiño         |  |  |
| 10 | DE | Areitio        |  |  |
| 11 | DE | Vázquez        |  |  |
| DT | DT | Ricardo Zamora |  |  |

|  |     |         |     |
|  | 18' | Mariano | 1-1 |
|  | 59' | Mariano | 2-1 |
|  | 73' | Mariano | 3-1 |
|  | 75' | Arza    | 4-1 |

|  | 6' | Muñoz | 0-1 |

| Árbitro: | Agustín Vilalta |

| 1  | PO | Busto            |  |
| 2  | DF | Joaquín          |  |
| 3  | DF | Belmonte         |  |
| 4  | MC | Anconero         |  |
| 5  | MC | Antúnez          |  |
| 6  | MC | Eguiluz          |  |
| 7  | DE | Pineda           |  |
| 8  | DE | Arza             |  |
| 9  | DE | Mariano          |  |
| 10 | DE | Doménech         |  |
| 11 | DE | Campos           |  |
| DT | DT | Patricio Caicedo |  |

| 1  | PO | Simón          |  |  |
| 2  | DF | Mesa           |  |  |
| 3  | DF | Cabiño         |  |  |
| 4  | MC | Gaitos         |  |  |
| 5  | MC | Gabriel Alonso |  |  |
| 6  | MC | Yayo           |  |  |
| 7  | DE | Roig           |  |  |
| 8  | DE | Muñoz          |  |  |
| 9  | DE | Pahiño         |  |  |
| 10 | DE | Areitio        |  |  |
| 11 | DE | Vázquez        |  |  |
| DT | DT | Ricardo Zamora |  |  |

|  |     |         |     |
|  | 18' | Mariano | 1-1 |
|  | 59' | Mariano | 2-1 |
|  | 73' | Mariano | 3-1 |
|  | 75' | Arza    | 4-1 |

|  | 6' | Muñoz | 0-1 |

| Árbitro: | Agustín Vilalta |

### Década en Segunda División
| Temporada | Categoría    | puesto | Copa      | Notas                                  |
| --------- | ------------ | ------ | --------- | -------------------------------------- |
| 1959-60   | 2.ª División | 2º     | 1/32      | Disputa el playoff de ascenso y pierde |
| 1960-61   | 2.ª División | 2º     | 1/16      | Disputa el playoff de ascenso y pierde |
| 1961-62   | 2.ª División | 6º     | 1/16      |                                        |
| 1962-63   | 2.ª División | 6º     | 1/32      |                                        |
| 1963-64   | 2.ª División | 9º     | 1/8       |                                        |
| 1964-65   | 2.ª División | 5º     | 1/16      |                                        |
| 1965-66   | 2.ª División | 2º     | 1/16      | Disputa el playoff de ascenso y pierde |
| 1966-67   | 2.ª División | 3º     | 1/32      |                                        |
| 1967-68   | 2.ª División | 3º     | Semifinal |                                        |
| 1968-69   | 2.ª División | 2º     | N/P       | Asciende                               |

El final de esas dos décadas de esplendor céltico llegó con el descenso en la temporada 1958-59. El purgatorio de la 2.ª se prolongó a lo largo de la década de 1960, pues pese a contar con varias oportunidades de ascenso (promociones contra Real Valladolid en 1960, Real Oviedo en 1961 y Sabadell en 1966), la fortuna le resultó esquiva hasta la temporada 1968-69, en que consiguió por fin el regreso a Primera.
En la primera temporada tras el descenso, la 1959/60 el club contrató como técnico al argentino Enrique Lápiz. Sin embargo, en la tercera jornada se prescindió de sus servicios, al indicar la Real Federación Española de Fútbol que su título de entrenador no estaba homologado. Dos entrenadores más pasaron por el banquillo celtiña esa temporada, y unido a los problemas económicos que atravesaba el club complicaron la temporada, aunque finalmente el Celta consiguió clasificarse para el playoff de ascenso al quedar 2º. Sin embargo, los celtiñas perdían 5-0 en Valladolid tras haber logrado empatar a dos tantos en Vigo, lo que los condenaba a participar la temporada siguiente en la segunda división.
La temporada siguiente, se realizó una reestructuración del club en cuanto a plantilla, reduciendo costes y fichando jugadores a bajo precio. Yayo, el técnico que había finalizado la anterior campaña, continuaba al mando del equipo, y de nuevo logró llevar al Celta al segundo puesto para disputar el playoff de ascenso. Pero el Celta volvía a caer eliminado, esta vez en primera ronda y contra el Real Oviedo.
Para la siguiente campaña el Celta mantenía ya una buena posición económica, lo que permitió nuevos fichajes para intentar el ascenso una vez más. Pero fue un año nefasto en el aspecto deportivo, y tras la destitución de dos entrenadores, finalmente el club finalizó la liga en 6º puesto y no pudo disputar el playoff de ascenso.
La temporada 1962/63 el club volvía a estar en una delicada situación económica, lo que hizo que el entonces presidente Celso Lorenzo renunciara y dejara el club en manos de Carlos Barreras Barret. Se volvió a una política de austeridad económica y se contrató al ex-internacional vasco Iñaki Eizaguirre. No se consiguió el ascenso un año más, siendo el Pontevedra CF el club ascendido a Primera División.
Las siguientes temporadas se caracterizaron por los recortes en el ámbito económico. En la 1963/64 se contrata como técnico a Joseíto, exjugador del Real Madrid, pero a pesar de llegar hasta octavos de final en copa, no se consiguió la clasificación para el playoff. En la 1964/65 la situación económica era aún peor y el presidente prescindió de la mitad de la plantilla por motivos económicos. La clasificación final en 5º puesto reflejó otra mala temporada, en la cual sólo se animó a la afición con el rumor de fichaje de Alfredo Di Stéfano para la siguiente campaña, traspaso que finalmente no se realizó. En la siguiente temporada el club vuelve a clasificarse para el playoff tras quedar 2º, pero pierde contra el CE Sabadell y posterga su calvario en segunda. El miedo llegó en la temporada 1967/68, ya que la Real Federación Española de Fútbol introdujo un nuevo sistema de competición en la Segunda División, en la que se pasaría de ser dos grupos de 16 equipos, a ser un único grupo con 20 equipos. Para la remodelación en la temporada siguiente, se aprobó que en cada grupo, los últimos 8 clasificados descenderían a Tercera, por lo que el Celta lucharía ese año por el objetivo de la permanencia. Para ello se anunciaron contrataciones como la de Gabriel Lezcano, extremo derecho paraguayo. El Celta consiguió pronto la permanencia quedando 3º, y logrando además una gran actuación en copa, siendo eliminado en la semifinal por el Real Madrid.

## Primera clasificación para UEFA

### Ascenso y clasificación para la Copa de la UEFA
El Celta de los años 70 volvió a marcar hitos en el fútbol gallego. Después de una primera temporada 69/70 de reencuentro con la categoría, el Celta de la 70/71, dirigido por Juanito Arza, uno de sus verdugos sevillistas en la final del 48, mantuvo Balaídos invicto. El equipo concluyó la Liga clasificado en un sexto lugar que le permitió clasificarse para la primera edición de la Copa de la UEFA, en lo que representó la primera participación de un equipo gallego en competiciones europeas. La experiencia, sin embargo, fue efímera, al no poder superar la primera eliminatoria frente al Aberdeen FC escocés.

## Etapa de inestabilidad

### Época de ascensos y descensos
A partir de la temporada 1974/75 el Celta se instaló en el ascensor, encadenando descensos y ascensos entre Primera y Segunda. Así, al descenso de la 74/75 siguieron un ascenso en la 75/76, un nuevo descenso en la 76/77 y otro ascenso en la 1977/78. Tanta inestabilidad acabó por pasar factura, y al descenso a 2.ª de la temporada 78/79 le sucedió la mayor calamidad en la historia del club: un descenso a Segunda B.

### Retorno a Primera
La siguiente campaña (1980/81), la primera en Segunda División B de toda la historia del Club, se contrató a un técnico yugoslavo, Milorad Pavić. El Celta terminó primero del grupo I de la categoría y retornó a Segunda División A, logrando el ascenso junto con sus rivales, el Deportivo de la Coruña.
Para la temporada 1981/82 la directiva decidió conservar a casi todo el grupo que había logrado de manera brillante el retorno a Segunda A, incluido el entrenador Milorad Pavić. La decisión se reveló sabía, pues el Celta se proclamó campeón y logró de nuevo el ansiado retorno a Primera División en la penúltima jornada de liga, gracias en parte a los 26 goles logrados por Pichi Lucas, que le hicieron ganador del trofeo Pichichi al máximo goleador. Ese año, además, se disputaron 3 partidos del Mundial de 1982 en el estadio de Balaídos.
La temporada 1982/83 fue acogida con gran ilusión por parte del celtismo, consiguiendo un gran número de socios. Para lograr el objetivo de la permanencia, continuó la confianza en Milorad Pavić como técnico celeste, y se firmaron las contrataciones del centrocampista Andrés, procedente del Real Sporting de Gijón y el extremo derecho Amorós, del Real Murcia para conseguir el objetivo de la permanencia. Tras un comienzo de temporada malo, que situaba al Celta en puestos de descenso y un posterior atisbo de falsa esperanza tras cuatro victorias consecutivas, el equipo prolongó su racha negativa, llegando a la última jornada de liga dependiendo de sí mismo para lograr la permanencia. Sin embargo, el equipo cayó derrotado por 3 a 1 en Valladolid, lo que condenó al Celta a retornar a Segunda División.

### Nueva época de ascensos y descensos
La temporada 83/84 dio lugar a una profunda remodelación de la plantilla. Muchos de los hombres que habían llevado al Celta de Segunda B a Primera abandonaron el club tras el nuevo descenso a Segunda. Cid Carriega asumió el cargo de técnico, que contó con numerosos refuerzos. Finalmente, tras una trayectoria irregular del equipo, no se logró alcanzar el ascenso.
En la siguiente temporada 84/85, bajo el mandato del exjugador Félix Carnero (y que posteriormente sería secretario técnico celeste), el Celta recuperó una vez más la plaza en la máxima categoría. Pese al mal comienzo de la Liga, finalmente consiguió la tercera plaza. Esa temporada también se logró una goleada al eterno rival, el Deportivo de la Coruña, por 5 a 0 en Balaídos.
La temporada 1985/86 se afrontaba con el anhelado objetivo de la permanencia en Primera División. Una vez más, se confió en el bloque de la temporada anterior, sazonado con refuerzos como el delantero brasileño Baltazar o el centrocampista Cándido. Tras varias derrotas seguidas, Félix Carnero se vio incapaz de contrarrestar la dinámica negativa del equipo celeste. García Traid sustituyó al destituido Félix Carnero para tratar de enderezar el rumbo de la nave. Esto no fue así, y el Celta certificó su descenso con muchísimas jornadas de antelación. Con el equipo ya condenando, García Traid fue sustituido por Pepe Villar para afrontar las últimas jornadas. El Celta, que terminó colista con 14 puntos, firmó su peor temporada en Primera División.
En 1986, tras anunciarse los cambios en el sistema de competición en la Segunda División, el Celta afrontaba una nueva temporada en Segunda. Se conservó el bloque de jugadores de la temporada anterior, que se puso a las órdenes del británico Collin Addison, con la incorporación a la plantilla del central irlandés Jimmy Hagan. Concluida la fase regular del campeonato en la 4.ª plaza, el Celta quedó encuadrado en el grupo par, junto al Deportivo, Castellón, Málaga, Rayo Vallecano y Sestao. Tras varias victorias en la fase de grupos, el Celta se enfrentaba al Sestao, en una situación en la que una victoria del Deportivo de la Coruña frente al Castellón significaría el ascenso automático del club celeste. Sin embargo, el equipo herculino, sin posibilidades de ascenso, presentó un once inicial formado por jugadores juveniles, complicando el ascenso a los vigueses. A pesar de ello, el Celta logró un empate válido para ascender a Primera División. Además, el delantero celeste Baltazar logró el trofeo Pichichi.
El técnico Collin Addison fue destituido al inicio de la pretemporada por el presidente José Luis Rivadulla. José María Maguregui fue el encargado de la dirección del equipo, quien subió a Jorge Otero del filial al primer equipo y consiguió mantener al equipo en la zona alta de la clasificación toda la temporada, acariciando la posibilidad de retornar a las competiciones europeas. Finalmente el equipo bajó su rendimiento en las últimas jornadas y concluyó el campeonato en 7º puesto. Maguregui presentó su dimisión varias jornadas antes de la conclusión, debido al malestar que provocó entre los aficionados la confirmación de su compromiso para liderar la temporada siguiente el Proyecto II de Jesús Gil en el Atlético de Madrid, uno de los equipos contra los que el Celta estaba peleando por una plaza para la Copa de la UEFA.
Tras la marcha de Baltazar al Atlético de Madrid, con las contrataciones del brasileño Amarildo, además de Espinosa y Pedro Herrera; el Celta, al mando del antiguo jugador céltico Novoa, registró números muy similares a los de la campaña anterior. El equipo se mantuvo entre los cinco primeros durante toda la competición hasta las seis últimas jornadas, cuando dos tropiezos en Balaídos ante el Murcia y el Oviedo lo relegaron hasta la 8.ª posición en la clasificación final. La sensacional campaña de Amarildo no pasó desapercibida para los grandes de Europa y se concretó en su traspaso al Lazio de Roma, que pagó entonces 250 millones de pesetas por el jugador (precio estratosférico para la época).
Para la temporada 89/90 se incorporó al centrocampista brasileño, Fabiano, que con el tiempo llegaría a ser una de las estrellas del fútbol español. Llegó también una de las estrellas del Deportivo, el delantero Vicente Celeiro, que apenas contó con oportunidades en el equipo titular. Sin embargo, la racha negativa de resultados hicieron que Novoa fuese destituido en la jornada 15, siendo su sucesor el orensano Delfín Álvarez. Al no conseguir remontar el vuelo, y en un intento desesperado por lograr la permanencia el presidente Rivadulla olvidó los acontecimientos de dos años antes y repescó a Maguregui. A pesar de los triunfos en casa ante el Atlético de Madrid (2-0) y el Tenerife (1-0) el Celta acabó la temporada de penúltimo clasificado, lo cual significaba una nueva caída en Segunda División.

## Vuelta a Primera División

### Ascenso en 1992
El equipo directivo decidió mantener a Maguregui para intentar la vuelta a Primera en la temporada 90/91. Abandonaron el equipo jugadores importantes de temporadas anteriores como Julio Prieto, Zambrano o Rodolfo; bajas que afectaron al equipo. El Celta se movió durante la mayor parte de la temporada en las posiciones de la mitad de la clasificación, muy lejos de la lucha por el ascenso. Por esta razón, Maguregui fue destituido y sustituido por el exjugador internacional del Athletic Club Txetxu Rojo, que mantuvo al equipo en la Segunda División.
Hubo que esperar a la temporada 91/92 para recuperar el lugar en Primera. El técnico vasco Txetxu Rojo construyó un equipo sólido que se alzó con solvencia con el título de campeón de la Segunda División varias jornadas antes de la conclusión de la liga. El veterano Maté cedió la titularidad bajo los palos al prometedor Patxi Villanueva, que cuajó una temporada muy buena. Además, el cuerpo técnico reforzó notablemente el equipo, destacando entre todos los fichajes el del delantero bosnio Vladimir Gudelj, un corpulento goleador de 25 años que se proclamó Pichichi de la categoría. Entre los refuerzos hay que destacar también los de Paco Salillas, delantero procedente del Zaragoza, y el interior derecho José Gil, procedente del Deportivo, que junto con jugadores ya consolidados como Fabiano o Jorge Otero, lograron el ascenso a Primera División

### Una nueva etapa en Primera División
Conseguido el ascenso, el Celta se enfrentó en aquellas fechas a otro reto transcendental para su futuro: la conversión en S.A.D. Era preciso cubrir el capital social establecido por el Consejo Superior de Deportes para mantenerse en las competiciones profesionales. Finalmente, el celtismo respondió a los llamamientos de la directiva presidida por Ignacio Núñez y se pudo solventar ese trámite.
Reintegrado de nuevo en la Primera División, para la temporada 92/93 Txetxu Rojo se mantuvo al frente de la dirección técnica del equipo. El entrenador vasco consiguió dotar al equipo de una solidez defensiva que proporcionó a su portero el trofeo Zamora al menos goleado empatado con Paco Liaño. El otro guardameta Santiago Cañizares, que se reveló como el mejor refuerzo del equipo para el regreso a Primera, empezaba a mostrar un gran potencial. Además, el eje de la defensa se reforzó con la llegada del central internacional Patxi Salinas y de Alejo Indias. Para el medio campo, Vicente Engonga, procedente del Valladolid, cubrió la baja de Fabiano, fichado por el Compostela con polémica incluida. Se concretó también el fichaje de Milorad Ratković para el puesto de volante izquierdo. Con esta plantilla, el Celta consiguió el objetivo de la permanencia una temporada más.

### Final de Copa de 1994
En 1994 se vivió la mayor movilización de la historia del celtismo, con el desplazamiento a Madrid de casi 20.000 aficionados con motivo de la final de la Copa del Rey disputada el miércoles 20 de abril de 1994 contra el Zaragoza.
El Celta de Txetxu Rojo alcanzó la final tras superar en las semifinales al alabado Tenerife de Jorge Valdano, que se presentaba en esa cita como el gran favorito. Tras ganar 3-0 en la ida en Balaídos, y empatar 2-2 en el Heliodoro Rodríguez López, el Celta se clasificó para jugar la final contra el Real Zaragoza de Víctor Fernández.
El partido final concluyó en empate, por lo que se procedió a la tanda de penaltis. En ella, los celestes cayeron tras el fallo en el lanzamiento de Alejo Indias, lo que permitió que el Real Zaragoza lograse el campeonato.
En la Liga, el Celta se movió por la mitad media-baja de la tabla de clasificación. Entre los refuerzos llegados aquel año hay que destacar al campeón olímpico Rafael Berges, procedente del Tenerife; Sebastián Losada, exdelantero del Real Madrid; y Andrijasević, llegado en el mercado de invierno.

### La crisis de los avales
Para la temporada 1994/95 el Celta contó con una plantilla notablemente renovada en relación con la temporada anterior. Txetxu Rojo abandonó el club para fichar por el Osasuna, recién descendido a Segunda, y fue sustituido por el argentino Carlos Aimar, hasta entonces entrenador del Logroñés. Jugadores como Cañizares, Andrijasević, Otero o Vicente Engonga fueron traspasados. Para suplir estas bajas la directiva contrató a jugadores de escaso nombre como Tárraga, Merino, Desio o Uribarrena o jóvenes promesas como Juan Sánchez o Toril.
La escasa calidad del equipo trajo como consecuencia el bajo rendimiento del mismo. El Celta fue perdiendo fuelle a medida que avanzaba la competición de Liga, especialmente en el inicio de segunda vuelta, manteniendo este descenso hasta el final de la liga. Sin embargo, los siete puntos logrados en los tres últimos partidos permitieron finalmente al equipo ratificar la permanencia. Además, esta temporada se produjo el debut del canterano Míchel Salgado, que años después se convertiría en una de las perlas de la cantera celeste.
Concluida la temporada, Ignacio Núñez dejó paso en la Presidencia a Horacio Gómez. La Ley del Deporte obligaba a los equipos a presentar antes del 1 de agosto de 1995 unos avales como previsión de deudas a los clubes que se habían convertido en Sociedades anónimas deportivas en 1992. Por causas diversas, el Sevilla y el Celta de Vigo no pudieron cumplir tales plazos, y fueron descendidos administrativamente a la Segunda División B. Decenas de miles de aficionados de ambos clubes se echaron a la calle repetidas veces para defender los intereses de su equipo. Pese a que se solicitó un tiempo de espera para la constatación de la ausencia de estos avales, la Federación desde un primer momento entregó las plazas a Valladolid y Albacete, que tenían que descender ese año.
Al final, la presión de las aficiones consiguió hacer retractarse a la Federación y ésta terminó admitiendo a los 4 clubes en Primera División, formando una liga de 22 equipos que tuvo dos años de vida.

## Época de esplendor deportivo

### La época dorada
Para la temporada 1995/96, con el fin de no pasar los apuros de la temporada anterior, la nueva directiva decidió la contratación de hombres de calidad y contrastados, entre los que destacaba el centrocampista Eusebio Sacristán, el portero Toni Prats, el interior izquierdo Geli, y el goleador serbio Milojević.
A pesar de los refuerzos, los inicios del equipo fueron titubeantes, situándose como colista en la jornada octava. La directiva presidida por Horacio Gómez decide entonces destituir a Carlos Aimar y contrata al pontevedrés Fernando Castro Santos como entrenador. El cambio de entrenador hizo que el Celta se situara en la zona media de la clasificación, en la que se mantuvo hasta el final de la temporada.
En la temporada 1996/97, el presidente celeste Horacio Gómez, realizó importantes contrataciones. El campeón mundialista Mazinho, la joven promesa rusa Alexander Mostovoi, el israelí Haim Revivo y el portero francés Richard Dutruel. El técnico sería una vez más Castro Santos.
El equipo realizó una discreta temporada y terminó en la posición decimosexta.
En la temporada 1997/1998 se apostó por dar el equipo al técnico vasco Javier Irureta. Junto a él llegarían los jugadores Goran Djorović, Ito, Valery Karpin, Dan Eggen, Cadete, Bruno Caires y el canterano Míchel Salgado, que había estado cedido en el Salamanca la temporada anterior. Durante esa temporada el Celta realizó un fútbol brillante consiguiendo la clasificación para la Copa de la UEFA al quedar en la sexta posición en la Liga, a tan sólo 5 puntos del segundo clasificado, el Athletic de Bilbao.
Tras el éxito de la temporada anterior, en la temporada 1998/1999 el Deportivo de la Coruña fichó a Irureta, por lo que Horacio Gómez tuvo que buscar un sustituto. El elegido para ocupar el puesto de técnico fue Víctor Fernández.
Al bloque ya consolidado se le añadirían los fichajes del argentino Fernando Cáceres, Tomás, el guardameta Pinto, el delantero búlgaro Luboslav Penev, el centrocampista francés Claude Makélélé, y Jordi Cruyff, que llegaría en el mercado invernal. El Celta cuajó una gran temporada, manteniéndose entre los 4 primeros puestos de la clasificación liguera durante la mayoría de las jornadas, pero perdiendo el puesto de Liga de Campeones en la última jornada. Aun así se clasificó para disputar de nuevo la Copa de la UEFA.
Además, el Celta volvería a disputar la Copa de la UEFA 25 años después. Su pase a la primera ronda de eliminación lo conseguiría con un resultado histórico: 7-0. Posteriormente, las victorias en la competición contra equipos como el Aston Villa o el Liverpool FC causaron gran admiración entre personalidades del fútbol como Johan Cruyff, que se declaraba admirador del juego del club vigués.
En cuartos de final esperaba el Olympique de Marsella. El primer partido se jugó en el Velodrome de Marsella, ganando el Marsella por 2-1. En el partido de vuelta al Celta le bastaba una victoria por la mínima para pasar a semifinales, pero el partido acabó en 0-0 después de errar el conjunto celeste numerosísimas oportunidades, lo que eliminó a los celestes de la UEFA.
En la siguiente temporada, la 99/00 el Celta continuó con el mismo bloque. Con las importantes bajas de Míchel Salgado, traspasado al Real Madrid por 2.000 millones de pesetas, Penev y Juan Sánchez, y los fichajes del sudafricano Benny McCarthy, el argentino Gustavo López, el lateral sevillista Velasco, el lateral valenciano Juanfran, el central Sergio, el medio centro Giovanella y el barcelonista Albert Celades, el Celta afrontaría ese año su segunda participación consecutiva en competiciones europeas. Su temporada en Liga fue muy irregular. Después de un inicio de temporada espectacular, tras el parón navideño, el equipo comenzó a consechar malos resultados que lo llevaron a terminar la temporada en el séptimo puesto, teniendo que jugarse su clasificación para la UEFA participando en la Copa Intertoto.
En la disputa de la UEFA, tras vencer a equipos como el Laussane suizo y el Aris Salónica griego, el Celta se encontraba ya en dieciseisavos de final. El Benfica portugués, un viejo campeón de Europa, fue el equipo emparejado con el Celta, y recibió en Balaídos la mayor goleada de su historia: 7-0. El siguiente rival, la Juventus FC, recibió también una contundente derrota en el estadio de Balaídos por 4 a 0. Al final fue el equipo francés del Lens el que eliminó a los vigueses de la copa de la UEFA.
La temporada 2000/2001 se convirtió en la mejor temporada del Celta de todos los tiempos. La venta de Makélélé al Real Madrid por 2.000 millones de pesetas sufragó algunos de los fichajes de ese año. El delantero brasileño Catanha, que se convirtió en el fichaje más caro de la historia del Celta (2.500 millones de pesetas), el centrocampista brasileño Rogerio Vágner, el central Yago, el sevillano Jesuli y el brasileño Edú entre otros. En Liga el equipo acabó en sexta posición, tras haber sumado en 12 jornadas 7 victorias, 4 empates y una derrota, que servirían para que el equipo pasar de ir en 16.ª posición a ocupar puestos UEFA.
En la Copa de la UEFA el equipo eliminó a potentes equipos como el Estrella Roja y el Stuttgart, pero volvería a caer otro año más en cuartos de final a manos del Fútbol Club Barcelona. En Copa del Rey el Celta alcanzaría nuevamente la final, tras eliminar al Fútbol Club Barcelona en semifinales. Sin embargo, volvieron a caer en la final frente al Real Zaragoza.
En la temporada 2001/02 el Celta volvería a clasificarse para la Copa de la UEFA tras acabar la temporada en quinta posición. En la Copa de la UEFA el equipo caería en la segunda ronda ante el modesto equipo checo del FC Slovan Liberec. Esa temporada supuso el adiós en el banquillo de Víctor Fernández, cuyo relevo tomó Miguel Ángel Lotina. La temporada siguiente se logró un hecho histórico al clasificarse el equipo celeste para disputar la Liga de Campeones, tras finalizar en el cuarto puesto en la Liga, conquistando además el trofeo Zamora por parte del portero argentino Pablo Cavallero.
En las primeras jornadas de la temporada 2003/04 unos nefastos resultados en liga hicieron tambalearse todo el proyecto. Mientras la situación en la tabla era cada vez más preocupante, el equipo respondía en la Liga de Campeones, clasificándose como segundo de su grupo por detrás del AC Milan y por encima del Brujas y el Ajax Ámsterdam.

### El descenso a segunda división
A pesar de este éxito, las humillantes goleadas ante el eterno rival, el Deportivo de La Coruña (0-5) y ante el Espanyol (2-5) provocaron una situación insostenible que le costó el puesto a Miguel Ángel Lotina. El experimentado Radomir Antić fue su sustituto, y a pesar de sus buenos resultados iniciales, que auguraban el resurgir del equipo, el Celta quedó eliminado de la Liga de Campeones ante el Arsenal FC en octavos de final. Derrota tras derrota, el Celta se encaminaba hacia el pozo de la Segunda División sin freno. Sobrepasado por la situación y sin el escaparate de la Champions, Radomir Antić dimitió y dejó al Celta desamparado en el peor momento. El club, a la desesperada, hizo recaer la responsabilidad en dos hombres de la casa, Ramón Carnero y Rafael Sáez. Este tándem obtuvo muy buenos resultados, que pese a todo fueron insuficientes para evitar un inesperado descenso. Como único aspecto positivo, durante la temporada se vislumbró a la última perla de la cantera viguesa, Borja Oubiña, que comenzaría desde la segunda división una trayectoria meteórica que lo catapultaría a la internacionalidad.

### Ascenso y retorno a UEFA
Muchos jugadores que fueron piezas clave en anteriores proyectos causaron baja en la plantilla. De la mano de Fernando Vázquez y con un equipo renovado con jugadores con experiencia e incorporaciones del equipo filial, el Celta se dispuso a intentar retornar a la máxima categoría lo antes posible. A pesar de los altibajos iniciales, el equipo le tomó el pulso a la categoría y tras una segunda vuelta apabullante, logró un ascenso que se antojaba imprescindible, con suspense incluido debido al polémico caso Toni Moral que demoró el ascenso algunas semanas.
En su retorno a Primera división española, el Celta confeccionó una plantilla interesante con un presupuesto muy bajo. El equipo dio la talla y desde las primeras jornadas ocupó los primeros puestos de la clasificación, logrando la permanencia matemática sin sufrimiento alguno y consiguiendo el inesperado regreso a Europa gracias a la 6.ª plaza final obetenida a la conclusión del campeonato. En el plano individual, jugadores como Fernando Baiano, David Silva, Borja Oubiña, el canario Ángel López o José Manuel Pinto tuvieron una actuación muy destacada. En el caso de este último, logró el Trofeo Zamora como portero menos goleado.
En la temporada 06/07 el Celta no modificó excesivamente su plantel para el retorno a Europa. A pesar de que la afición estaba ilusionada con el premio europeo, era consciente de que el equipo había estado por encima de sus posibilidades y de que sería difícil repetir la gesta. Se apostó de nuevo por la continuidad de Fernando Vázquez y se contrató a Gabriel Tamaş y a Nené para suplir las sensibles bajas de Sergio Fernández y de David Silva, respectivamente. El Celta comenzó de forma muy irregular la temporada, ya que a pesar de mostrar unos registros buenos fuera de casa, como local mostraba una inseguridad que provocó la pérdida de muchos puntos esenciales. Por el contrario, en la Copa de la UEFA mostró un buen nivel, derrotando a rivales como el Fenerbahçe turco o el Spartak de Moscú ruso. A pesar de la gran actuación ante el Werder Bremen, el Celta no logró derrotar al campeón alemán y puso fin a la competición en octavos de final.
Mientras tanto, la situación en la Liga era delicada, ya que el equipo llevaba varias jornadas en puestos de descenso. La continuidad de Fernando Vázquez se puso en entredicho varias veces, lo que provocó una fractura en la afición celeste entre partidarios y detractores. El consejo de administración buscó un revulsivo mediático e inesperado con la contratación del exjugador del F.C. Barcelona, miembro ilustre del célebre "Dream Team" y Balón de Oro, Hristo Stoichkov. El búlgaro contaba con escasa experiencia como entrenador, habiendo sido únicamente técnico de la selección de Bulgaria hasta ese momento. Stoichkov debutó con un triunfo ante el Deportivo que ilusionó a la afición con la salvación. Sin embargo tras esta inyección de optimismo, se sucedieron varias derrotas consecutivas que hundieron al equipo hasta la penúltima posición de la tabla a falta de tres partidos. Cuando todo parecía perdido, el Celta reaccionó tarde y venció en sus tres últimos encuentros, pero fue insuficiente para mantener la categoría.
A finales de 2008 salió a la luz una conversación entre el presidente del Levante, Julio Romero, y el entonces futbolista del mismo equipo Iñaki Descarga, en la que se hablaba de un supuesto amaño en el partido que enfrentaba al Levante U. D. contra el Athletic Club, y que condenaría al Celta a segunda división.

## Crisis económica del equipo

### Retorno a Segunda División
Para la nueva temporada en segunda división, el Celta se deshizo de bastantes jugadores importantes. Nené fue vendido al AS Monaco, Baiano y Ángel que se negaron a jugar en segunda división se marcharon al Real Murcia y Villarreal respectivamente. Borja Oubiña se fue cedido con opción de compra al Birmingham City. Y problemática fue la no renovación del contrato de Gustavo López; tras ocho años en el club el jugador tuvo que dejar el club en el que dijo había pasado los mejores años de su vida.
Se continuó con Hristo Stoichkov como primer entrenador, pero se fichó como segundo a un entrenador con experiencia, Antonio López. También hubo cambios en la dirección deportiva, se despidió a Félix Carnero y ocupó su lugar Ramón Martínez, antiguo director deportivo del Real Madrid.
El 31 de diciembre de 2007 Hristo Stoichkov fue destituido como entrenador del Celta tras los malos resultados cosechados por el equipo en el comienzo de la temporada 2007/08. Ocupó su lugar Juan Ramón López Caro, quien tampoco obtuvo muy buenos resultados y fue despedido a unas jornadas del final del campeonato liguero. El puesto fue otorgado provisionalmente a Antonio López Habas, que fuera segundo entrenador, sin embargo, no consiguió mejorar los resultados y viéndose incapaz decidió dimitir de su cargo. Las últimas jornadas de competición estuvieron a cargo de Alejandro Menéndez, entrenador del equipo filial, con un único objetivo: conseguir la salvación matemática. El club lo consiguió con relativa facilidad y terminó la temporada en la decimosexta posición, solo dos puntos por encima del descenso. Especialmente remarcable fue la última jornada, donde se medían en Balaídos Celta y Deportivo Alavés. La derrota del club céltico, que ofreció una muy mala imagen, le costó la categoría al también gallego y hermanado equipo Racing de Ferrol.
Al finalizar la temporada 07/08, tras una semana de incógnita sobre la continuidad de Menéndez o no; se contrató a Pepe Murcia, que había obtenido buenos resultados con el CD Castellón. El asturiano volvió a recoger el equipo filial, ya que le restaba un año de contrato. Fue un verano de grandes movimientos en el vestuario gallego, ya que a las marchas de Agus, Canobbio, Diego Costa, Esteban Suárez, Guayre, Jorge Larena, Antonio Núñez, Mario Suárez, Okkas, Quincy, Julián Vara, Vitolo, Lequi y Jesús Perera llegaron al conjunto celeste David Rodríguez, Edu Moya, Fernando Fajardo, Ismael Falcón, Ghilas, Noguerol, Antonio Notario y Trashorras, amén de algunas promociones desde el filial, como Michu o Dani Abalo (en este aspecto, fue sonado la venta del máximo goleador de Segunda B Goran Marić al Barcelona B de Luis Enrique). Un equipo con la política de Mouriño de "ser el equipo de Galicia". El líder de dicho proyecto no sería otro que Borja Oubiña, que volvía de la Premier después de un año donde solo jugó unos minutos por culpa de una grave lesión que le tendría de baja hasta la temporada 2010/2011.
El equipo atravesaba dificultades económicas y se acogió a la ley concursal. Comenzó la temporada de forma poco satisfactoria, pero en diciembre estuvo cerca de los puestos de cabeza.
El 2 de marzo del 2009, Pepe Murcia es despedido. Su recambio, un viejo conocido de la afición, Eusebio Sacristán, exjugador celtista en la década de los 90. El Celta termina la temporada en el puesto 17.º.
Al terminar la temporada el Real Club Celta anunció la desvinculación de Ramón Martínez, hasta ahora director deportivo del club celeste (su destino será el Real Madrid) y la llegada, para cubrir su vacante, de Miguel Montes Torrecilla, hasta fechas atrás máximo responsable del área deportiva de la UD Salamanca.
Tras una nueva remodelación de la plantilla, el Celta afrontó una nueva temporada en Segunda División. La apuesta por la cantera se hizo evidente y el equipo se llenó de canteranos. A los Noguerol, Oubiña, Jonathan Vila, Roberto Lago, Jordi, Michu y Dani Abalo se unen el portero Yoel, el internacional sub-21 Joselu, Iago Aspas, Hugo Mallo y alternando el primer equipo y el filial, Toni y Túñez. A este último el club celeste le hace contrato con el primer equipo a principios de 2010. A todos ellos se unen los fichajes de Vasco Fernandes, Pedro Botelho, Catalá, Sergio Ortega, Cristian Bustos, López Garai, Aarón Ñíguez, Saulo y Arthuro. Este último abandona el equipo en el mercado invernal junto al defensa Edu Moya. En su lugar vienen los delanteros Gastón Cellerino y Dimitrios Papadopoulos.
En Liga, el equipo sigue una mala trayectoria, siendo la única nota positiva de la temporada la brillante participación en la Copa del Rey. Tras eliminar a equipos de primera como el Tenerife y el Villarreal, el Celtiña cae definitivamente frente al Atlético de Madrid en cuartos de final tras perder 0-1 en el partido de vuelta en Balaídos, a pesar de la buena imagen mostrada por el equipo.
Finalmente, el club termina la temporada en 12.ª posición, a dos puntos del descenso, pero habiendo consumado la salvación a falta de dos jornadas.
Una vez finalizada la temporada, se anuncia que Eusebio Sacristán no continuará en el banquillo celeste la temporada siguiente, y que en su lugar el banquillo lo ocupará el técnico del Villarreal B Paco Herrera. Junto con la marcha del técnico, se confirma que no se renovará el contrato de Francisco Noguerol y de Danilo Sacramento, así como la rescisión del contrato del brasileño Saulo Rodrigues. También se comunica que no se prolongará la cesión de Joselu, Gastón Cellerino, Pedro Botelho y Aarón Ñíguez, y que por tanto retornan a sus respectivos clubes. Asimismo, se anuncia la contratación del centrocampista Quique de Lucas, procedente del Fútbol Club Cartagena, del delantero Joan Tomás, procedente del Villarreal B, de David Rodríguez, delantero procedente del Almería y de Ander Murillo, un central procedente del Athletic Club. Esa temporada el Celta acaba 7º y participa en el play-off de ascenso, siendo eliminado por el Granada C. F.en una polémica eliminatoria.
En la temporada 2011/2012 continúa en el banquillo cesleste Paco Herrera, contando con nuevas incorporaciones como Natxo Insa, Mario Bermejo y Carlos Bellvis como fichajes, y a Fabián Orellana y Oier Sanjurjo en calidad de cedidos. Como bajas, se le acaba contrato a Michu, que se marcha junto a Roberto Trashorras e Ismael Falcón. El portero del filial Sergio Álvarez promociona al primer equipo para ejercer como portero suplente.
En esa temporada se reviviría tras cuatro años el denominado "derbi gallego", que enfrenta al Celta con su rival el Deportivo de La Coruña. El partido finalizó con el resultado de 2 a 1 en el marcador, anotando Riki y Lassad por parte de los coruñeses y Fabián Orellana por parte del club celtiña.

## Vuelta a Primera División
El Celta consigue el ascenso a Primera División en la última jornada de la Liga 2011/2012, al terminar como segundo clasificado con 85 puntos.
En la temporada 2012/2013, el Celta volvió a la Primera División del fútbol español, con una plantilla similar a la de la temporada pasada, pero con varias incorporaciones, la primera vuelta lo dejó al borde del descenso, caso que le costó el puesto a Paco Herrera, puesto que cubrió el exportero del Atlético de Madrid, Abel Resino. Gracias a una segunda vuelta decente, el Celta consiguió la permanencia en la última jornada con un gol de Natxo Insa ante el Espanyol, y también debido a que en el partido Deportivo de la Coruña - Real Sociedad, Griezmann marcó el gol que los dejaba en posiciones de Champions, y enviaba al Deportivo de la Coruña, junto con Zaragoza y Mallorca a Segunda División.
Para el inicio de la temporada 2013/14 el club fichó al entrenador asturiano Luis Enrique Martínez, exjugador del Real Sporting de Gijón, Real Madrid y del Fútbol Club Barcelona. En el capítulo de bajas y altas, Iago Aspas fue vendido al Liverpool Football Club por 9 millones de euros por el 90% de su pase. Llegaron jugadores nuevos al equipo como el brasileño Charles Dias, Nolito, Rafa Alcántara, conocido como Rafinha, hijo de Mazinho (exjugador del Celta), Andreu Fontàs, Jon Aurtenetxe, o el regreso de David Rodríguez, Yoel o Jota Peleteiro (aunque este último marcharía cedido al SD Eibar). El equipo mejoró con respecto a la temporada anterior logrando la novena plaza y obteniendo resultados como el 0-5 al Málaga CF o el 2-0 al Real Madrid CF. Como curiosidad, cabe destacar que durante esa temporada el Real Club Celta de Vigo se convirtió en el primer equipo en la historia de la primera división de España en lograr cinco triunfos a domicilio en la misma comunidad autónoma, al derrotar como visitante a los conjuntos andaluces que militaban durante esa temporada en primera división, los cuales eran el Granada Club de Fútbol, Málaga Club de Fútbol, Real Betis Balompié, Sevilla Fútbol Club y el Unión Deportiva Almería.

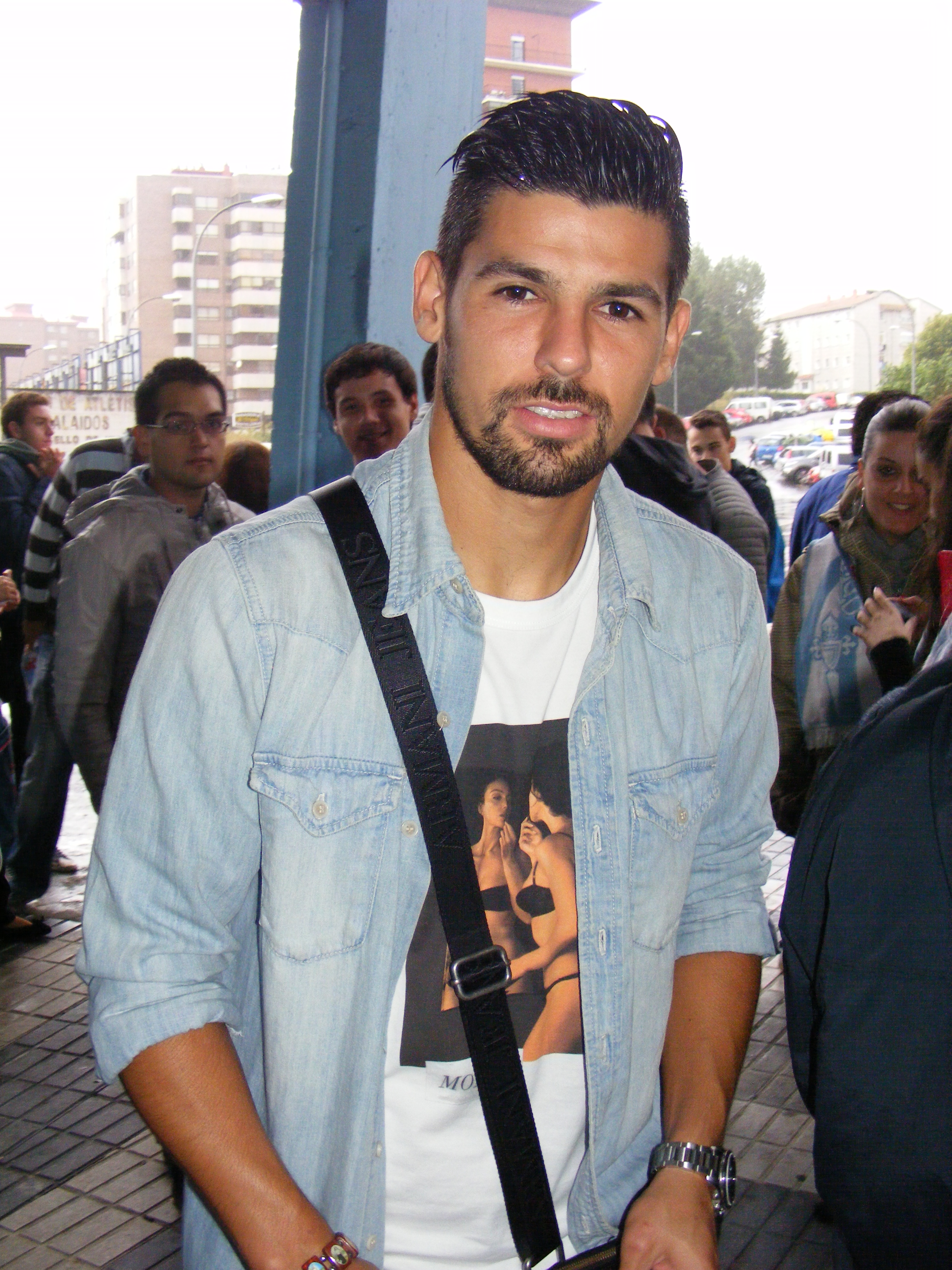
Nolito, máximo goleador del Real Club Celta durante la temporada 2014/15 con 13 goles.

En la temporada 2014/15 tras la marcha de Luis Enrique Martínez García al FC Barcelona llega al banquillo el técnico argentino Eduardo Berizzo, exjugador del Celta entre los años 2001 y 2005. Se ficha procedente del Rayo Vallecano al delantero argentino Joaquín Larrivey, al medio centro defensivo Nemanja Radoja procedente del Vojvodina , al mediapunta chileno Pablo Hernández y a los canteranos del FC Barcelona B Sergi Gómez y Carles Planas. El equipo consigue el mejor arranque de liga de su historia. Sin embargo, a partir de la jornada 11, tras el 0-0 en casa ante el Granada CF, el equipo tiene una racha de diez partidos sin ganar, lo que le aleja de los puestos europeos. Esa temporada se consiguen grandes victorias, como el 0-1 como visitante ante el FC Barcelona, el 2-0 como local ante el Atlético de Madrid o el 0-2 como visitante ante el Deportivo. El equipo llega a las últimas jornadas con opciones de conseguir la séptima plaza que podría dar acceso a disputar la Europa League, pero una buena racha de resultados del Athletic hace que finalmente el equipo termine octavo, tras vencer por 3-2 al RCD Espanyol en la última jornada.
La temporada 2015/16 está marcada por la sexta posición en la Liga y en la consecución de las semifinales de la Copa del Rey. Esta temporada se caracteriza por la continuidad de Eduardo Berizzo en el banquillo y los fichajes de Iago Aspas procedente del Sevilla, el danés Daniel Wass procedente del Évian francés, el agente libre sueco John Guidetti y el serbio Dejan Drazic procedente del OFK Beograd. En el capítulo de bajas, abandonan el club Santi Mina, que ficha por el Valencia por 10 millones de euros, Krohn-Dehli, que termina contrato y ficha por el Sevilla, Charles Dias, traspasado al Málaga, Joaquín Larrivey, taspasado al Baniyas, Álex López, que se marcha cedido al Sheffield y Borja Oubiña, que se retira y pasa a formar parte del organigrama deportivo del club.

### Semifinalista continental

Eduardo Berizzo dirigió al club hasta las semifinales de la Liga Europa 2016/17, donde cayó por un solo gol ante el Manchester United, futuro campeón del torneo.

La temporada 2016/17 significa el regreso a una competición europea diez años después. Miguel Torrecilla deja de ser director deportivo del club vigués tras siete temporadas, ocupando su cargo Felipe Miñambres, procedente del Rayo Vallecano. Eduardo Berizzo sigue al frente del equipo, con la llegada de los fichajes del danés Pione Sisto procedente del FC Midtjylland, del argentino Facundo Roncaglia procedente de la Fiorentina, y de los españoles José Naranjo procedente del Gimnàstic de Tarragona, y Álvaro Lemos procedente del Lugo. Además vuelve al club tras cesión David Costas procedente del Mallorca. La incorporación más importante es la cesión de Giuseppe Rossi procedente de la Fiorentina. En el capítulo de bajas, abandona el club Nolito, que ficha por el Manchester City por 18 millones de euros. Álex López y Dejan Dražić se marchan cedidos al Valladolid, mientras que Lévy Madinda se marcha cedido al Gimnàstic de Tarragona. El presidente Carlos Mouriño anuncia que el presupuesto del club es de 55 millones de euros, con deuda cero, y que medita abandonar la presidencia.
Clasificado directamente para la fase de grupos de la Liga Europa 2016/17, tras finalizar sextos en la temporada anterior, quedó encuadrado en el grupo G junto a Ajax de Ámsterdam, Panathinaikos y Standard de Lieja, concluyendo segundo con 9 puntos y clasificándose para la fase de eliminatorias.

Once inicial del Real Club Celta antes del partido de vuelta de los dieciseisavos de final de la Liga Europa 2016/17, disputado ante el Shajtar Donetsk en Ucrania.

En la primera ronda de eliminatorias, dieciseisavos de final, se enfrenta al Shajtar Donetsk, único equipo de la competición que concluyó la fase de grupos con pleno de victorias. En la ida disputada en Vigo, el Celta cae por 0-1. En la vuelta disputada en Ucrania, el Celta consigue el pase a octavos, en un épico partido que marca un punto de inflexión en su trayectoria en la competición. Iago Aspas igualó la eliminatoria con un gol en el descuento y Cabral colocó el definitivo 0-2 en la prórroga, obteniendo el pase a la siguiente ronda.
En octavos de final se enfrenta al Krasnodar ruso, donde tanto en el partido de ida como en el de vuelta, sale vencedor el equipo español con un global de 4-1. En cuartos de final, que por cuarta vez disputaba el Celta en competición europea, se enfrentó al Genk belga, imponiéndose 3-2 en la ida disputada en Balaídos y empatando 1-1 en la vuelta, lo que le dio el pase a semifinales.
En semifinales, primeras que disputa el conjunto vigués en competición continental, se enfrenta a un histórico como el Manchester United de Mourinho. En la ida disputada en un abarrotado Balaídos, el equipo inglés se lleva un 0-1, con gol de Rashford de falta directa. En la vuelta disputada en Old Trafford, el celtismo protagonizó el mayor desplazamiento de su historia en Europa, con la presencia de 2.600 aficionados en las gradas. El Celta finalmente quedó a un gol del pase a la final de Estocolmo tras empatar a uno.